# Ivan Šibl
Ivan Šibl (Virovitica, 28. listopada 1917. – Zagreb, 30. ožujka 1989.), bio je hrvatski političar i književnik, partizan, narodni heroj Jugoslavije.

## Životopis

### Rani život i školovanje
Ivan Šibl rođen je 28. listopada 1917. godine u Virovitici. Do 1929. godine Šibl je živio u Virovitici, gdje je završio osnovnu školu i jedan razred Realne gimnazije. Iz Virovitice preselio se je u Zagreb, gdje je završio malu maturu i dva razreda Učiteljske škole. Dok je pohađao Učiteljsku školu, povezao se s revolucionarnim omladinskim pokretom, pa je zbog svoje aktivnosti bio isključen iz škole. Školovanje je nastavio u Čakovcu i Vršcu, ali su ga, ubrzo, ponovo isključili iz škole. Godine 1935. vratio se je u Zagreb, gdje je nastavio aktivnost u revolucionarnom omladinskom pokretu. U to je vrijeme bio i članom radničko-športskoga društva "Metalac", u kojem se tada okupljala radnička omladina. Iz toga je društva u NOB-u poginulo oko 40 članova, među kojima i narodni heroji Jugoslavije: Rade Končar, Joža Vlahović, Petar Biškup Veno i Marijan Čavić.
Godine 1939. Šibl je otišao na odsluženje vojnog roka. 

### Drugi svjetski rat
Nakon povratka iz vojske, nije mogao u Zagrebu dobiti zaposlenje, pa se zaposlio u Duhanskoj stanici u Bujanovcu, u južnoj Srbiji. Nakon tri mjeseca, vratio se u Zagreb i dobio posao u knjižnici Ekonomsko-komercijalne škole, u kojoj je radio do 1941. godine. Nakon kapitulacije Kraljevine Jugoslavije i stvaranja Nezavisne Države Hrvatske, Šibl je kao član udarne grupe sudjelovao, tijekom ljeta i jeseni 1941. godine, u nizu oružanih akcija na zagrebačkim ulicama, od kojih je najznačajnija bila atentat na njemačke zrakoplovce 30. rujna 1941. godine. U rujnu 1941. godine primljen je u članstvo Komunističke partije Jugoslavije. Pred kraj 1941. godine, ustaška policija otkrila je njegovu aktivnost, i zato je 24. siječnja 1942. godine napustio Zagreb i otišao u Banijski partizanski odred.
Sudjelovao je nizu borba prvo kao borac, a zatim kao politički komesar čete i bataljona u Odredu. Ujesen 1942. godine, Šibl je upućen u Kalnički partizanski odred, na dužnost političkog komesara bataljona. Na toj se dužnosti nalazio do 31. prosinca 1942. godine, kada je njegov bataljon ušao u sastav Sedamnaeste slavonske brigade. Početkom 1943. godine, postavljen je na dužnost političkoga komesara te brigade, a početkom listopada 1943. godine preuzima dužnost političkoga komesara 28. slavonske divizije. Krajem 1943. godine, Šibl je postavljen za obnašatelja dužnosti političkoga komesara Druge operativne zone Hrvatske, a u siječnju 1944. godine postaje politički komesar Desetoga zagrebačkog korpusa NOVJ. Na tome položaju bio je do kraja rata 1945. godine.

### Nakon Drugoga svj. rata
Nakon završetka Drugoga svjetskog rata izabran je za tajnika Gradskoga narodnog odbora u Zagrebu, i na toj dužnosti nalazio se je do kraja 1945. godine, kada je ponovno prešao u službu Jugoslavenske armije. U JNA obnašao je dužnosti zamjenika komesara i komesara armije, načelnika Kadrovske uprave u glavnoj političkoj upravi Ministarstva narodne obrane u Beogradu i političkog komesara Zagrebačke vojne oblasti. Godine 1953. preveden je u pričuvni sastav, u činu general-potpukovnika. Kratko vrijeme radio je kao glavni urednik lista Borba (1953. – 1954.) u Beogradu, a u razdoblju od 1954. do 1963. godine nalazio se na dužnosti generalnoga direktora RTV Zagreb. Od 1963. do 1967. bio je predsjednikom Prosvjetno-kulturnoga vijeća Sabora SR Hrvatske, a od 1967. do 1969. godine bio je zastupnikom u Vijeću naroda Savezne skupštine. Od 1946. godine Ivan je Šibl nekoliko puta biran za zastupnika u Saboru. Od 1953. godine bio je članom Centralnog komiteta SK Hrvatske, a od 1969. godine bio je predsjednikom Glavnoga odbora SUBNOR-a Hrvatske. Bio je predsjednikom nogometnog kluba "Dinamo" iz Zagreba, od 1959. do 1967. godine i njegov prvi počasni predsjednik (ostala četvorica su Marko Belinić, Većeslav Holjevac, Franjo Tuđman i Milan Bandić).
U hrvatskoj književnosti javio se je 1950-ih godine svojim memoarskim djelima ratne tematike.
U prosincu 1971. godine, nakon XXI. sjednice CK SKJ, održane u Karađorđevu, na kojoj je smijenjeno najviše rukovodstvo CK SK Hrvatske, Šibl je podnio ostavku na sve svoje dužnosti. Godine 1972. isključen je iz Saveza komunista Jugoslavije i umirovljen. 
Umro je u Zagrebu, 30. ožujka 1989. godine. Pokopan je na zagrebačkome groblju Mirogoju.

## Djela
- Zagrebačka oblast u narodnooslobodilačkoj borbi, Kultura, [Zagreb?], [1950?]
- Iz ilegalnog Zagreba 1941, Kultura, Zagreb, 1951. (2. proš. izd. 1957.)
- Partizanski razgovori: bilješke i sjećanja, Kultura, Zagreb, 1953.
- Ratni dnevnik, Naprijed, Zagreb, 1960.
- Iz ilegalnog Zagreba 1941, Naprijed, Zagreb, 1965.
- Ratni dnevnik, Naprijed, Zagreb, 1966.
- Prve političke akcije komunista u okupiranom gradu (brošura)
- Zagreb tisuću devetsto četrdeset prve, Naprijed, Zagreb, 1967. (monografija)
- Sjećanja, Globus-Naprijed, Zagreb, 1986., 3 sv. (knj. 1 Iz prijeratnog i ilegalnog Zagreba; knj. 2 Ratni dnevnik; knj. 3 Poslijeratni dnevnik)

### Film i TV
- Po motivima njegovoga Ratnog dnevnika snimljena su dva filma: "Kad čuješ zvona" (1969.) i "U gori raste zelen bor" (1971.) redatelja Antuna Vrdoljaka.[3][4]
- Napisao je scenarij za film "Naši se putovi razilaze" (1957., redatelj Šime Šimatović)[5] i televizijsku seriju u 9 epizoda "Sumorna jesen" (1969., redatelj Zvonimir Bajsić).

## Nagrade, odlikovanja i priznanja
- Partizanska spomenica 1941.
- 1951.: Orden narodnog heroja Jugoslavije
- 2006.: Red Stjepana Radića (Predsjednik RH Stjepan Mesić odlikovao ga je posmrtno Redom Stjepana Radića za zasluge i stradanje u borbi za nacionalna i socijalna prava i razvitak hrvatskoga naroda, a u prigodi obilježavanja 80. obljetnice Hrvatskoga radija i 50. obljetnice Hrvatske televizije.[6]

## Spomen
- Po njemu se danas zove nagrada za životno djelo HRT-a, te je dobio ulicu i spomenik.

## Vanjske poveznice
- Šibl, Ivan, enciklopedija.hr